# Roelos
Roelos är en ort i Spanien.   Den ligger i provinsen Provincia de Zamora och regionen Kastilien och Leon, i den centrala delen av landet, 230 km väster om huvudstaden Madrid. Roelos ligger 776 meter över havet och antalet invånare är 150.
Terrängen runt Roelos är platt. Runt Roelos är det glesbefolkat, med 10 invånare per kvadratkilometer. Närmaste större samhälle är Almeida, 8,3 km öster om Roelos. Trakten runt Roelos består i huvudsak av gräsmarker.